# Mildred, Kansas
Mildred là một thành phố thuộc quận Allen, tiểu bang Kansas, Hoa Kỳ. Năm 2010, dân số của xã này là 28 người.

## Dân số
Dân số các năm:
- Năm 2000: 36 người
- Năm 2010: 28 người